# Susanne Celik
Susanne Celik (Örebro, 6 dicembre 1994) è una tennista svedese inattiva dal 2020.

## Biografia
Vincitrice di sette titoli nel singolare e quattro nel doppio nel circuito ITF in carriera, il 18 luglio 2016 ha raggiunto la sua migliore posizione, la numero 153. Il 15 agosto 2016 ha raggiunto invece il miglior piazzamento mondiale nel doppio, alla posizione nº 404.
Giocando con la Svezia in Fed Cup, Susanne Celik ha un record attuale di vittorie-sconfitte pari a 0-5.

## Statistiche ITF

### Singolare

#### Vittorie (7)
| Torneo $100.000 (0) |
| Torneo $80.000 (0)  |
| Torneo $75.000 (0)  |
| Torneo $60.000 (0)  |
| Torneo $50.000 (0)  |
| Torneo $25.000 (5)  |
| Torneo $15.000 (0)  |
| Torneo $10.000 (2)  |

| N. | Data           | Torneo                                           | Superficie  | Avversaria in finale | Punteggio     |
| 1. | 23 giugno 2013 | Jolie Ville Golf Women's, Sharm el-Sheikh        | Cemento     | Pia König            | 6–4, 6-0      |
| 2. | 5 maggio 2014  | Incheon Women's Challenger, Incheon              | Cemento     | Han Xinyun           | 4–6, 6–3, 6–4 |
| 3. | 26 maggio 2014 | Jolie Ville Golf Women's, Sharm el-Sheikh        | Cemento     | Ola Abou Zekry       | 6–1, 6–2      |
| 4. | 3 aprile 2016  | Kofu International Open Tennis, Kōfu             | Cemento     | Zhu Lin              | 7–6(3), 6-3   |
| 5. | 10 aprile 2016 | ITF Changwon Women's Challenger Tennis, Changwon | Cemento     | Kristie Ahn          | 6-2, 6-0      |
| 6. | 25 giugno 2016 | Swedish Ladies Ystad, Ystad                      | Terra rossa | Akgul Amanmuradova   | 6-1, 6-3      |
| 7. | 3 luglio 2016  | Helsingborg Ladies Open, Helsingborg             | Terra rossa | Daniela Seguel       | 6–4, 6–2      |

### Doppio

#### Vittorie (4)
| Torneo $100.000 (0) |
| Torneo $80.000 (0)  |
| Torneo $75.000 (0)  |
| Torneo $60.000 (0)  |
| Torneo $50.000 (0)  |
| Torneo $25.000 (0)  |
| Torneo $15.000 (0)  |
| Torneo $10.000 (4)  |

| N. | Data            | Torneo                                    | Superficie  | Compagna         | Avversarie in finale                          | Punteggio   |
| 1. | 2 novembre 2013 | Stockholm Ladies, Stoccolma               | Cemento (i) | Donika Bashota   | Emma Ek Zuzana Luknarova                      | 6-1, 6-4    |
| 2. | 29 marzo 2014   | GD Tennis Academy, Adalia                 | Cemento     | Kotomi Takahata  | Barbora Krejčíková İpek Soylu                 | 6-4, 6-3    |
| 3. | 31 maggio 2014  | Jolie Ville Golf Women's, Sharm el-Sheikh | Cemento     | Eleni Kordolaimi | Sabrina Bamburac Arabela Fernandez Rabener    | 6-1, 7-6(2) |
| 4. | 7 giugno 2014   | Jolie Ville Golf Women's, Sharm el-Sheikh | Cemento     | Eleni Kordolaimi | Elena-Teodora Cadar Arabela Fernandez Rabener | 7–5, 6–2    |